# Sytuacja prawna i społeczna osób LGBT w Andorze

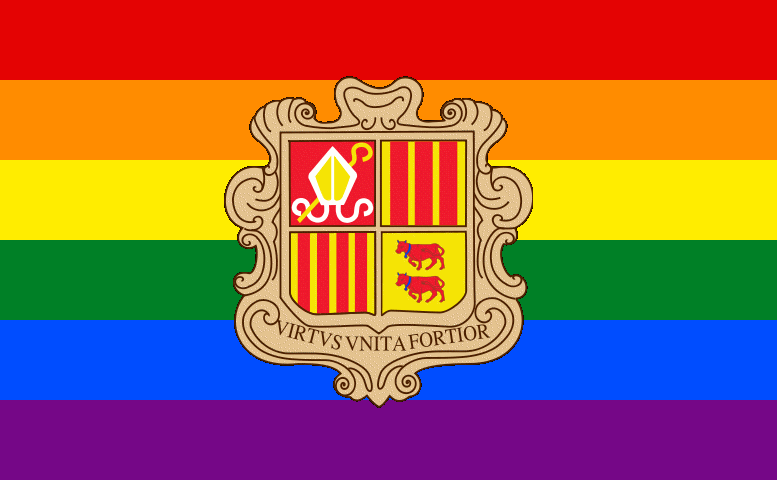
Bandera_gay_Andorra

## Prawo odnośnie do kontaktów osób homoseksualnych
Kontakty homoseksualne w Andorze są legalne od 1886 roku. Od 2001 roku wiek osób legalnie dopuszczających się kontaktów homo- i heteroseksualnych jest zrównany i wynosi 16 lat.

## Ochrona prawna przed dyskryminacją
W ustawodawstwie kraju od 2005 roku istnieją przepisy chroniące przed dyskryminacją przez wzgląd na orientację seksualną w miejscu pracy i innych dziedzinach życia.
Osoby homoseksualne w Andorze mogą oddawać krew.

## Uznanie związków tej samej płci
Od 2005 roku pary homoseksualne mogą oficjalnie zarejestrować swój związek jako konkubinat. Związek taki nosi nazwę unió estable de parella i przysługuje parom mieszkającym ze sobą przynajmniej pół roku oraz posiadającym prawo pobytu w kraju. Parom takim przysługuje m.in. możliwość adopcji dziecka na takich samych zasadach jak małżeństwom heteroseksualnym.
17 lutego 2023 roku w Andorze wprowadzona została możliwość zawierania jednopłciowych małżeństw.